# SkyLink Arabia
 (janvier 2020).
Si vous disposez d'ouvrages ou d'articles de référence ou si vous connaissez des sites web de qualité traitant du thème abordé ici, merci de compléter l'article en donnant les références utiles à sa vérifiabilité et en les liant à la section « Notes et références ».
 (janvier 2020).

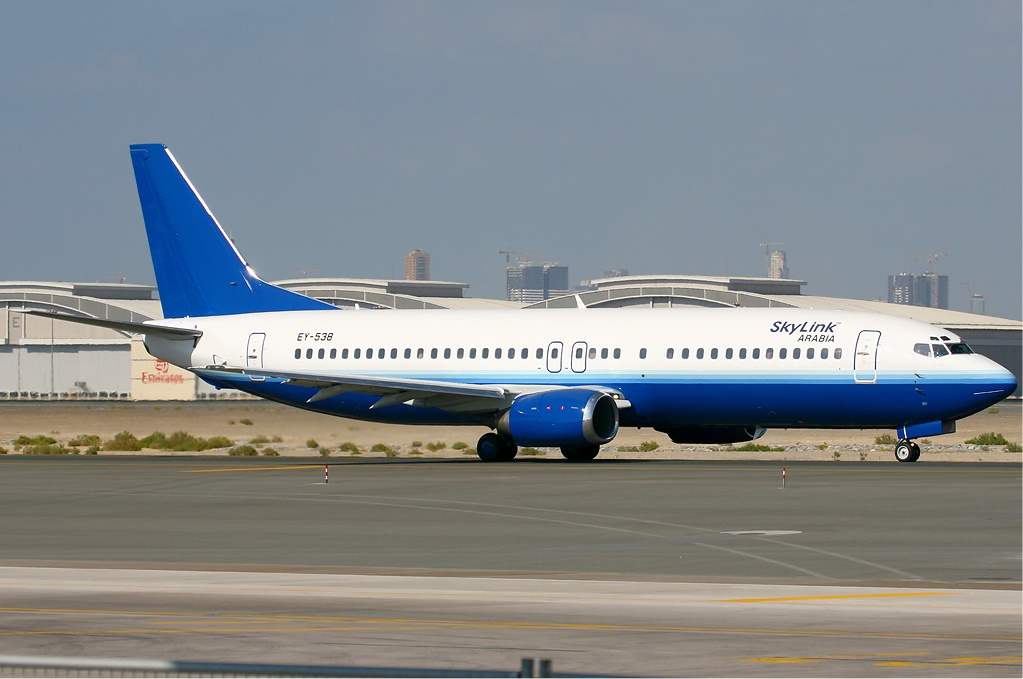
Avion de la Skylink

Skylink Arabia était une compagnie aérienne charter émiratie basée à Dubaï. Sa base principale était l'aéroport international de Dubaï. Elle a été active entre 2003 et 2015.

## Destinations
- Amman
- Dubai

## Flotte
- 1 B737-300 (qui est exploité par East Air)[2]
- 1 F28-4000 (qui est exploité par AirQuarius Aviation)
- 1 Fokker 70 (qui est exploité par AirQuarius Aviation)
- 1 Saab 340B (qui est exploité par Norse Air)